# 商務情報政策局
商務情報政策局（しょうむじょうほうせいさくきょく）は、中央省庁である経済産業省の内部部局の一つ。情報通信産業、商業、流通業などを所管する。2001年1月6日の中央省庁再編に際して、旧機械情報産業局を中心に、旧基礎産業局、旧生活産業局、旧環境立地局の一部業務を再編して発足した。

## 所掌業務
経済産業省組織令第9条では、以下の事務を商務情報政策局の所掌事務と定めている。
1. 情報処理の促進に関すること。
2. 情報通信の高度化に関する事務のうち情報処理に係るものに関すること。
3. 次に掲げる物資の輸出、輸入、生産、流通及び消費の増進、改善及び調整に関すること。
化学工業品（生物化学の知見を利用して製造されるものに限る。）、情報通信機器、電子機器（電子計算機及びその関連装置を除く。）、電気機器、事務用機械、医療用機械器具、福祉用具及びレコードその他情報記録物並びにこれらに類するもの（油脂製品及び化粧品を含み、化学肥料、飲食料品及び農薬を除く。）
4. 経済産業省の所掌に係るサービス業に関する事務の総括に関すること。
5. 経済産業省の所掌事務のうち医療に関連する技術に関する研究及び開発に関する総合的な政策の企画及び立案並びに推進に関すること。
6. 経済産業省の所掌に係る事業のうち生活文化の創造に関連するものに関する事務の総括に関すること。
7. デザインに関する指導及び奨励並びにその盗用の防止に関すること。
8. 通商に関する参考品及びこれに類するものの収集及び展示紹介に関すること。
9. 商業の発達及び改善に関する基本に関することその他商一般に関すること。
10. 百貨店業その他大規模小売店舗における小売業に関すること（経済産業政策局の所掌に属するものを除く。）。
11. 物資の流通（輸送、保管及び保険を含む。）の効率化及び適正化に関する経済産業省の所掌に係る事務に関すること。
12. 商品市場における取引及び商品投資の監督に関する事務のうち経済産業省の所掌に係るものに関すること。
13. 経済産業省の所掌事務に係る消費の合理化に関する事務の総括に関すること。
14. 経済産業省の所掌事務に係る一般消費者の利益の保護に関すること（経済産業政策局の所掌に属するものを除く。）。
15. 事業用電気工作物の設置又は変更の工事に係る環境影響評価に関すること。
16. 商務情報政策局の所掌に係る事業の発達、改善及び調整に関すること。
17. 経済産業省の所掌に係る事業の発達、改善及び調整に関する事務のうち生物化学の知見の利用に関するものの総括に関すること。
18. 半導体集積回路の回路配置に関する法律（昭和六十年法律第四十三号）の施行に関すること。
19. 生涯学習の振興のための施策の推進体制等の整備に関する法律（平成二年法律第七十一号）の施行に関すること。
20. 地域伝統芸能等を活用した行事の実施による観光及び特定地域商工業の振興に関する法律（平成4年法律第88号）の施行に関すること。

## 組織
- 商務情報政策局
  - 業務管理官室
  - 総務課
    - デジタル戦略室
    - 国際室

  - 情報経済課
    - 情報政策企画調整官
    - デジタル取引環境整備室
    - アーキテクチャ戦略企画室

  - サイバーセキュリティ課
    - 国際サイバーセキュリティ企画官
    - サイバーセキュリティ制度企画室

  - 情報技術利用促進課
    - デジタル高度化推進室
    - デジタル人材政策室

  - 情報産業課
    - 情報処理基盤産業室
    - AI産業戦略室
    - デバイス・半導体戦略室
    - 高度情報通信技術産業戦略室

  - 電池産業課
- 商務・サービスグループ
  - 業務管理官室
  - 消費・流通政策課
    - 商品市場整備室
    - 消費者政策研究官

  - 商取引監督課
    - 商取引検査室

  - サービス政策課
    - 教育産業室
    - スポーツ産業室
    - サービス産業室

  - 文化創造産業課
    - 海外需要開拓室
    - アートファッション室
    - デザイン政策室
    - 伝統的工芸品産業室

  - ヘルスケア産業課
    - 医療・福祉機器産業室

  - 生物化学産業課
    - 生物多様性・生物兵器対策室

## 歴代局長
| 代 | 氏名       | 就任       | 入省   | 前職                                                                          | 後職                                          | 備考 |
| -- | ---------- | ---------- | ------ | ----------------------------------------------------------------------------- | --------------------------------------------- | --- |
| 1  | 太田信一郎 | 2001年1月  | 1969年 | 機械情報産業局長                                                              | 特許庁長官                                    | 電源開発(代表取締役副社長)、新世代小型ロケット開発企画(代表取締役社長)                                         |
| 2  | 林洋和     | 2002年7月  | 1971年 | 貿易経済協力局長                                                              | 通商政策局長                                  | 東京ガス(副社長執行役員)、東洋エンジニアリング(取締役)                                                         |
| 3  | 豊田正和   | 2003年8月  | 1973年 | 製造産業局次長                                                                | 通商政策局長                                  | 日本エネルギー経済研究所(理事長)、国際経済交流財団(JEF) (会長)、日産自動車(取締役)                             |
| 4  | 肥塚雅博   | 2006年7月  | 1974年 | 産業技術環境局長                                                              | 特許庁長官                                    | 富士通(取締役執行役員副会長)、富士通総研 (代表取締役会長)、ソシオネクスト(代表取締役会長・社長)                |
| 5  | 岡田秀一   | 2007年7月  | 1976年 | 経済産業研究所上席研究員                                                      | 通商政策局長                                  | 日本電気(NEC) (執行役員副社長)、石油資源開発(代表取締役社長)、日本海洋石油資源開発(代表取締役社長)             |
| 6  | 近藤賢二   | 2008年7月  | 1978年 | 中小企業庁 事業環境部長                                                       | 内閣官房内閣審議官・ 知的財産戦略推進事務局長 | 三菱電機 (専務執行役)                                                                                          |
| 7  | 石黒憲彦   | 2009年7月  | 1980年 | 大臣官房審議官（経済産業政策局、地域経済再生担当）                            | 経済産業政策局長                              | 日本電気(NEC) (副会長)                                                                                         |
| 8  | 永塚誠一   | 2011年8月  | 1980年 | 近畿経済産業局長                                                              | 退官                                          | 日本自動車工業会(副会長・専務理事)、三菱ふそうトラック・バス(代表取締役会長)、シャープ(取締役)、タクマ(取締役) |
| 9  | 富田健介   | 2013年7月  | 1981年 | 中小企業庁次長                                                                | 退官                                          | LIXILグループ(常務役員 渉外担当)、日本電気計測器工業会 専務理事                                                |
| 10 | 安藤久佳   | 2015年7月  | 1983年 | 関東経済産業局長                                                              | 中小企業庁長官                                | 日本生命保険(特別顧問)、SBSホールディングス(顧問)、ニトリホールディングス(取締役)                              |
| 11 | 寺澤達也   | 2017年7月  | 1984年 | 貿易経済協力局長                                                              | 経済産業審議官                                | 日本エネルギー経済研究所(理事長)                                                                               |
| 12 | 西山圭太   | 2018年7月  | 1985年 | 東京電力ホールディングス取締役 原子力損害賠償・廃炉等支援機構経営改革支援室長 | 退官                                          | パナソニック ホールディングス(取締役)、ダイセル(取締役)                                                        |
| 13 | 平井裕秀   | 2020年7月  | 1987年 | 資源エネルギー庁次長                                                          | 経済産業政策局長                              | 日立製作所(執行役常務グローバル渉外統括本部長)                                                                 |
| 14 | 荒井勝喜   | 2021年6月  | 1991年 | 総括審議官                                                                    | 内閣総理大臣秘書官(岸田文雄)                  | 通商政策局長                                                                                                   |
| 15 | 野原諭     | 2021年10月 | 1991年 | 内閣官房成長戦略会議事務局次長（内閣審議官）                                  |                                               | |